# Cœur Défense

O Cœur Défense é um complexo de escritórios localizado no distrito comercial de La Défense, na França, no território do município de Courbevoie. Com 350.000 m2, é o complexo imobiliário com a maior superfície útil da Europa com o Palácio do Parlamento em Bucareste. 